# Батьківство (телесеріал)
«Батьківство» (або «Батьки», англ. Parenthood) — американський сімейний комедійно-драматичний телесеріал студій Imagine Television та Universal Television, прем'єра якого відбулася у 2010—2015 роках на каналі NBC. Автор серіалу Джейсон Кетімс.
Сюжет серіалу заснований на однойменному фільмі 1989 року та є другою телеадаптацією від NBC (перший серіал за фільмом вийшов у 1990—1991 роках). Він розповідає про родину Брейверманів та їхній сімейний будинок, куди змушена повернутися Сара зі своїм чоловіком та дітьми. Там вже живуть родини її братів і сестер, і в кожен — зі своїми проблемами.
Показ шести сезонів серіалу на NBC відбувся 6 березня 2010 — 29 січня 2015 року, був добре прийнятий телевізійними критиками та отримав кілька номінацій і нагород, проте не мав великої аудиторії та високих рейтингів.

## Основний акторський склад
- Пітер Краузе — Адам Брейверман
- Лорен Грем — Сара Брейверман
- Декс Шепард — Кросбі Брейверман
- Моніка Поттер — Крістіна Брейверман
- Еріка Крістенсен — Джулія Брейверман-Грем
- Сем Джагер — Джоел Грем
- Саванна Пейдж Рей — Сидні Грем
- Сара Рамос — Гедді Брейверман
- Макс Беркголдер — Макс Брейверман
- Джой Браянт — Жасмін Трюссель
- Майлз Гейзер — Дрю Голт
- Мей Вітман — Ембер Голь
- Бонні Беделія — Каміла Брейверман
- Крейн Нельсон — Зік (Єзекиїл) Брейверман
- Тірі Браун — Джаббар Трюссель
- Шоло Марідуенья — Віктор Грем